# 圣安德烈-沃尔登
圣安德烈-沃尔登是奥地利下奥地利州图尔恩县的一个市镇。总面积39.37平方公里，总人口7014人，人口密度178.2人/平方公里（2005年）。